# Ib Friis
Ib Friis (nascut el 1945) és un professor de botànica danès al Museu d'Història Natural de la Universitat de Copenhagen. Principalment ha estudiat la taxonomia de les Urticaceae tropicals i famílies emparentades en la flora i vegetació d'Àfrica la sud del Sàhara, amb especial atenció a la flora de la Banya d'Àfrica. Friis és membre de la Reial Acadèmia Danesa de Ciències i Lletres.